# Noomi Rapace
Noomi Rapace, nascida Noomi Norén (Hudiksvall, 28 de dezembro de 1979), é uma atriz sueca. 
Ganhou reconhecimento por sua atuação em Män som hatar kvinnor (2009), filme baseado no livro homônimo do escritor sueco Stieg Larsson, no qual interpretou Lisbeth Salander. Também é conhecida por sua interpretação de Elizabeth Shaw em Prometheus, dirigido por Ridley Scott. Em 2011, interpretou Madame Simza Heronin em Sherlock Holmes: O Jogo de Sombras. Em 2017, interpretou sete irmãs gêmeas no suspense What Happened to Monday.

## Início de vida
Rapace nasceu em Hudiksvall, na Suécia, em 1979. Sua mãe, Nina Norén, é uma atriz sueca, e seu pai, Rogelio Durán, foi um cantor espanhol de flamenco, que ela só conheceu aos 16 anos. A irmã, Særún Norén, é uma fotógrafa, e sua irmã mais nova, Vala Nóren, é personal trainer de Noomi. Aos cinco anos, ela mudou-se de sua terra natal, Suécia, para Flúðirna, Islândia, com sua mãe e padrasto, Hrafnkell Karlsson. Rapace fala fluentemente islandês, dinamarquês, norueguês, francês e inglês, além do seu sueco nativo.

## Carreira

### Primeiros trabalhos
Aos sete anos, Rapace conseguiu sua primeira participação no cinema, como figurante no filme islandês Í skugga hrafnsins, de Hrafn Gunnlaugsson. Esta experiência a levou a ser atriz. Ela saiu de casa aos 15 anos e se matriculou em uma escola de teatro em Estocolmo. Em 1996, ela fez sua estreia na televisão fazendo o papel de Lucinda Gonzales na série de longa duração The Kronor. De 1998 a 1999, Rapace estudou na escola de atuação Skara Skolscen. Ela esteve no Teatro Plaza 2000-2001, Orionteatern em 2001, Teater Galeasen em 2002, Stadsteater Estocolmo em 2003, e também no Royal Dramatic Theatre, tudo em Estocolmo. Em 2007, ela ganhou elogios por seu papel premiado de uma mãe adolescente problemática no filme dinamarquês Daisy Diamond, dirigido por Simon Staho. Ela ganhou os dois prêmios de cinema de topo na Dinamarca (the Bodil e Robert-Prisen) de Melhor Atriz por seu papel no filme, que também foi selecionado para a competição principal do Festival Internacional de Cinema de San Sebastián. O filme recebeu algumas críticas por suposto abuso ocorrendo a um ator bebê durante a produção.

### Män som hatar kvinnor
Em 2009, ela desempenhou o papel de Lisbeth Salander na adaptação sueca do romance best-seller Män som hatar kvinnor (Os homens que não amavam as mulheres no Brasil), no qual ela ganhou o Prêmio Guldbagge (Sweden's top film award) e foi nomeada para um BAFTA e European Film Award. Ela reprisou esse papel nas sequências The Girl Who Played with Fire e The Girl Who Kicked the Hornets' Nest (todos os três fizeram parte de uma minissérie de seis partes que foi ao ar na televisão sueca chamada Millennium).

### Hollywood
Em 11 de setembro de 2010, Entertainment Weekly informou que Rapace faria parte do elenco do filme de Guy Ritchie, Sherlock Holmes: A Game of Shadows, seu primeiro papel falado em inglês, como uma cigana francesa; o filme foi lançado em 2011.
Sua fama internacional ganhou seus papéis principais no cinema americano quando ela foi escalada para o filme sucesso de bilheteria Prometheus, de Ridley Scott, onde desempenhou o papel principal, uma cientista chamada Elizabeth Shaw. Ela tinha conhecido Scott pela primeira vez após o lançamento da Trilogia Millennium, em que ele expressou uma vontade de trabalhar com ela e a encorajou a melhorar seu sotaque. Prometheus foi lançado em junho de 2012. Ela não apareceu na sequência do filme Alien: Covenant (2017), mas atuou em um prólogo curto do filme.
Em novembro de 2012, ela apareceu em um clipe do single "Doom e Gloom" dos Rolling Stones nos estúdios da Cité du Cinéma por Luc Besson em Saint-Denis.
Em 2013, ela estrelou ao lado de Rachel McAdams o suspense erótico de Brian De Palma Passion, que é o remake em inglês do suspense psicológico francês de 2010 Crime d'amour. Ambas apareceram em Sherlock Holmes: A Game of Shadows, mas não compartilharam cenas. Rapace também apareceu no suspense Dead Man Down, de Niels Arden Oplev, ao lado de Isabelle Huppert e Colin Farrell. 
Em 2014, ela apareceu como Nadia no suspense de Michael Roskam The Drop, ao lado de Tom Hardy, Matthias Schoenaerts e James Gandolfini. Em setembro de 2014, ela era o tema do curta-metragem Um retrato de Noomi Rapace, dirigido pelo artista e designer Aitor Throup. No mesmo ano, Rapace apareceu no clipe da música "eez-eh" da banda rock britânica Kasabian.
Em 2015, ela estrelou como Raisa Demidova no filme de Daniel Espinosa Child 44, ao lado de Tom Hardy (sua co-estrela em The Drop), também estrelado por Gary Oldman, Vincent Cassel, Jason Clarke e Joel Kinnaman. Ela também foi protagonista do filme de espionagem Unlocked, com Michael Douglas, John Malkovich], Orlando Bloom e Toni Collette. Rapace fez o papel de sete irmãs no filme de ficção científica What Happened to Monday (lançado pela Netflix no Brasil sob título "Onde Está Segunda?") com participações de Glenn Close e Willem Dafoe. Também atuou no na ficção científica Rupture, de Steven Shainberg.
Em 12 de maio de 2015, foi anunciado que ela fará a cantora de ópera Maria Callas em um filme biográfico dirigido por Niki Caro. Em 5 de novembro de 2015, foi anunciado que Rapace está em negociações para retratar Amy Winehouse em um novo filme biográfico sobre a vida da cantora dirigido por Kirsten Sheridan.

## Vida pessoal
Rapace casou-se com o ator sueco Ola Norell em 2001. Juntos, eles escolheram o sobrenome "Rapace" depois de se casarem, o que significa "ave de rapina" em francês. Eles têm um filho que nasceu em 2003. Em setembro de 2010, o casal entrou com pedido de divórcio, entrando em vigor em 2011.

## Filmografia

### Cinema
- 1988 - Í skugga hrafnsins (In the Shadow of Raven)
- 1997 - Sanning eller konsekvens
- 2003 - En utflykt till månens baksida
- 2003 - Capricciosa
- 2005 - Toleransens gränser
- 2005 - Blodsbröder
- 2006 - Enhälligt beslut
- 2006 - Du & jag
- 2006 - Sökarna - Återkomsten
- 2007 - Daisy Diamond
- 2009 - Män som hatar kvinnor (Os Homens Que Não Amavam as Mulheres)
- 2009 - Flickan som lekte med elden (A Menina Que Brincava com Fogo)
- 2009 - Luftslottet som sprängdes (A Rainha do Castelo de Ar)
- 2010 - Svinalängorna (Beyond)
- 2011 - Babycall
- 2011 - Sherlock Holmes: A Game of Shadows (Sherlock Holmes: O Jogo de Sombras) Madame Simza
- 2012 - Prometheus
- 2012 - Passion
- 2013 - Dead Man Down
- 2014 - The Drop
- 2015 - Child 44
- 2016 - Rupture
- 2017 - Unlocked
- 2017 - Alien: Covenant
- 2017 - Onde está Segunda?
- 2017 - Bright
- 2018 - Stockholm
- 2019 - Close
- 2019 - Angel of Mine
- 2020 - The Secrets We Keep
- 2021 - The Trip
- 2021 - Lamb
- 2022 - You Won't Be Alone
- 2022 - Black Crab

### Televisão
- 1996-1997 - Tre kronor
- 2001 - Röd jul
- 2001 - Pusselbitar
- 2002 - Stora teatern
- 2003 - Tusenbröder
- 2004 - Älskar, älskar och älskar
- 2005 - Lovisa och Carl Michael
- 2007-2008 - Labyrint
- 2010 - Millennium

## Prêmios e Indicações
| Ano  | Prêmio                                             | Categoria                              | Trabalho                                                                                            | Resultado |
| ---- | -------------------------------------------------- | -------------------------------------- | --------------------------------------------------------------------------------------------------- | --------- |
| 2008 | Bodil Awards                                       | Melhor Atriz                           | Daisy Diamond                                                                                       | Venceu    |
| 2008 | Robert prisen                                      | Melhor Atriz                           | Daisy Diamond                                                                                       | Venceu    |
| 2009 | European Film Awards                               | Melhor Atriz                           | Män som hatar kvinnor                                                                               | Indicada  |
| 2010 | Ninfa de Ouro                                      | Melhor Atriz em uma Minissérie para TV | Trilogia Millennium (versão para TV)                                                                | Venceu    |
| 2010 | Ninfa de Ouro                                      | Melhor Atriz                           | The Girl with the Dragon Tattoo                                                                     | Venceu    |
| 2010 | Broadcast Film Critics Association Award           | Melhor Atriz                           | The Girl with the Dragon Tattoo                                                                     | Indicada  |
| 2010 | Guldbagge Awards                                   | Melhor Atriz                           | The Girl with the Dragon Tattoo                                                                     | Venceu    |
| 2010 | Houston Film Critics Society                       | Melhor Atriz                           | The Girl with the Dragon Tattoo                                                                     | Indicada  |
| 2010 | Las Vegas Film Critics Society Award               | Melhor Atriz Principal                 | The Girl with the Dragon Tattoo                                                                     | Indicada  |
| 2010 | New York Film Critics Online Award                 | Breakthrough Performer                 | The Girl with the Dragon Tattoo                                                                     | Venceu    |
| 2010 | Satellite Awards                                   | Melhor Atriz – Drama                   | The Girl with the Dragon Tattoo                                                                     | Venceu    |
| 2010 | St. Louis Gateway Film Critics Association         | Melhor Atriz                           | The Girl with the Dragon Tattoo                                                                     | Indicada  |
| 2010 | Saturn Award                                       | Melhor Atriz                           | The Girl with the Dragon Tattoo                                                                     | Indicada  |
| 2010 | Mostra Internacional de Cinema de São Paulo        | Melhor Atriz                           | Beyond                                                                                              | Venceu    |
| 2010 | Hollywood Film Festival                            | Spotlight Award                        | | Venceu    |
| 2011 | London Film Critics' Circle                        | Atriz do Ano                           | The Girl with the Dragon Tattoo                                                                     | Indicada  |
| 2011 | Empire Awards                                      | Melhor Atriz                           | The Girl with the Dragon Tattoo                                                                     | Venceu    |
| 2011 | BAFTA Awards                                       | Melhor Atriz Principal                 | The Girl with the Dragon Tattoo                                                                     | Indicada  |
| 2011 | Academy of Science Fiction, Fantasy & Horror Films | Melhor Atriz                           | The Girl with the Dragon Tattoo                                                                     | Indicada  |
| 2011 | Broadcast Film Critics Association Awards          | Melhor Atriz                           | The Girl with the Dragon Tattoo                                                                     | Indicada  |
| 2011 | Central Ohio Film Critics Association              | Breakthrough Film Artist               | The Girl Who Played with Fire The Girl Who Kicked the Hornet's Nest The Girl with the Dragon Tattoo | Indicada  |
| 2011 | Guldbagge Awards                                   | Melhor Atriz                           | Beyond                                                                                              | Indicada  |
| 2011 | Prémio Emmy Internacional                          | Melhor Performance de uma Atriz        | Millennium                                                                                          | Indicada  |
| 2011 | Festival de Cinema de Roma                         | Melhor Atriz                           | The Monitor                                                                                         | Venceu    |
| 2012 | Teen Choice Awards                                 | Choice Movie Actress – Action          | Sherlock Holmes: A Game of Shadows                                                                  | Indicada  |
| 2012 | Teen Choice Awards                                 | Choice Movie Breakout                  | Prometheus                                                                                          | Indicada  |
| 2012 | Amanda Awards                                      | Melhor Atriz                           | The Monitor                                                                                         | Venceu    |